# Pískorypka obecná
Pískorypka obecná nebo také pískorypka žlutonohá (Andrena flavipes) je druh běžné samotářské včely z čeledi pískorypkovití (Andrenidae).

## Popis
Dospělí jedinci dorůstají délky 8–12 mm. Hlavu a hruď mají žlutavě ochlupenou. Zadeček je dělený na žlutavě páskované tergity (články). Samice lze poznat od samců podle hustě tečkovaného těla a černé řitní pásky.

## Ekologie a biologie
Dospělci létají ve dvou generacích, od března do května a od června až do září. Žijí na rozmanitých biotopech převážně v nižších polohách a živí se nektarem a pylem různých druhů bylin a stromů (hlavně ovocných stromů). Často hnízdí v masivních agregacích (až 1000 hnízd), nežijí tedy vyloženě samotářsky a vytváří kolem 20 centimetrů hluboká hnízda s mírně zahýbající hlavní chodbou. Plodové komůrky v jednotlivých štolách zásobují pylem tvarovaným do bochníku.

## Rozšíření
Vyskytuje se pouze v jižní a střední Evropě. V České republice žije hlavně v teplejších oblastech, kde patří mezi nejhojnější včelí druhy.